# Kadencja Landina

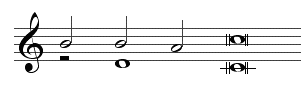
Kadencja Landina rozumiana jako rozwiązanie seksty przez przejście górnego głosu o sekundę w dół i rozwiązanie skokiem o tercję

Kadencja Landina, kadencja landinowska, seksta Landina – rodzaj kadencji lub techniki kompozytorskiej, nazwanej tak od nazwiska Francesco Landina (1325–1397), niewidomego organisty z Florencji, który stosował ją szczególnie chętnie. Jej wykorzystanie było również częste w muzyce XIV i wczesnego XV wieku. 
W typowej średniowiecznej kadencji interwał seksty wielkiej rozwiązywany był na interwał oktawy poprzez przesunięcie obu dźwięków krokiem sekundy w ruchu przeciwnym. U Landina wyższy głos przechodzi o sekundę w dół (tworząc interwał kwinty z głosem niższym), by następnie osiągnąć finalis skokiem tercji w górę.
Kadencję landinowską tłumaczy się także jako zejście z dźwięku finalis na dźwięk prowadzący (VII stopień skali), odejściu od niego o sekundę w dół na sekstę (VI stopień, tzw. "sekstę Landina") i powtórnym osiągnięciu finalis skokiem tercji w górę.
Landino nie był pierwszym kompozytorem stosującym tę technikę – najwcześniejsze przykłady pochodzą z utworów Gherardello da Firenze; jednak dopiero Landino stosował ją w swoich utworach konsekwentnie. Sam termin został użyty w XIX wieku przez niemieckiego badacza A.G. Rittera w Zur Geschichte des Orgelspiels (Lipsk, 1884).